# 核冬天

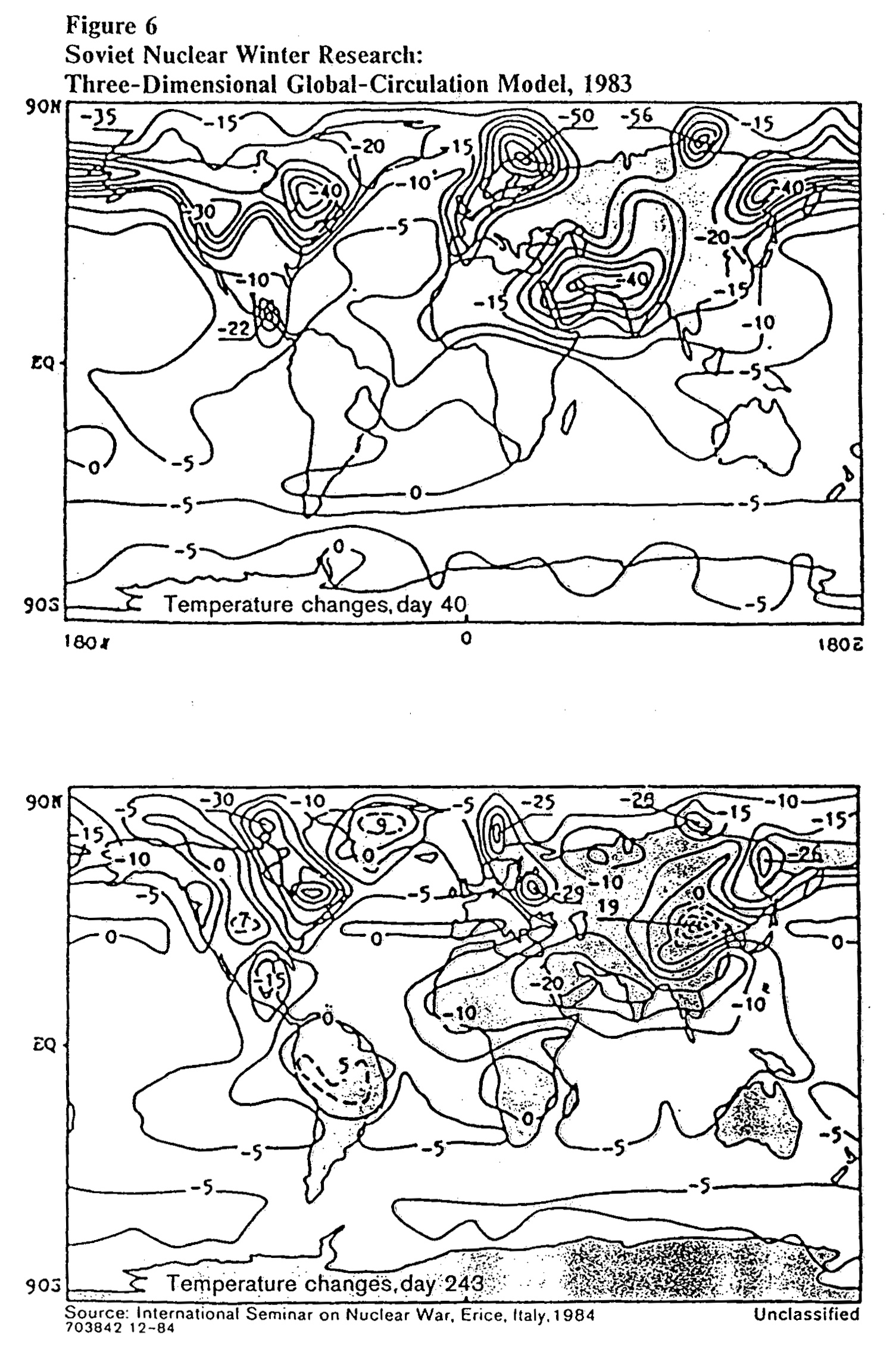
苏联科學家於1983年提出的核冬天氣候變化模型：上图为核冬天後的第40天，下图則为第243天

核冬天假说（Nuclear winter）是一個關於全球氣候變化的理論，它預測了大規模核子戰爭可能產生的氣候災難。核冬天理論認為使用大量的核武器，特別是對像城市這樣的易燃目標使用核武器，會讓大量的煙和煤煙進入地球的大氣層，這將可能導致非常寒冷的天氣。必须指出的是，核冬天是基于数据化模型的假设。然而，在最新的研究中，科学家更新了比上世纪更精确的计算模型，依然得出核冬天会对地球气候造成毁灭性影响的结论。

## 概述
核冬天，最初被称为“核黄昏”（Nuclear Twilight），自20世纪80年代被视为一个科学概念，当时人们发现，早期预测火球产生的氮氧化物排放会破坏臭氧层的假设正在失去可信度。在这种背景下，火灾烟尘的气候效应成为核战争气候效应的新焦点。在这些模型场景中，假设在城市、炼油厂和更多农村导弹发射井上空形成含有不确定数量烟灰的各种烟灰云。“核冬天”一词是理查德·P·特科于1983年创造的一个新词，指的是为检验“核暮光”概念而创建的一维计算机模型。该模型预测，大量烟灰和烟雾将在空气中停留数年，导致全球范围内的气温严重下降。
主张这一假设的主要气候学家团队对1991年科威特石油火灾的影响做出的预测失败后，十多年来没有发表关于该主题的新论文。最近，由20世纪80年代的著名建模师组成的同一团队再次开始发布计算机模型的输出。这些新模型得出了与旧模型相同的一般结论，即点燃100场火灾风暴，每场火灾的强度与1945年在广岛观察到的强度相当，可能会产生一个“小型”核冬天。这些大火将导致烟灰（特别是黑碳）注入地球平流层，产生反温室效应，降低地球表面温度。艾伦·罗伯克模型中降温的严重程度表明，100场火灾风暴的累积产物可能会使全球气候降温约1°C，从而在很大程度上消除未来大约两三年内人为全球变暖的程度年。他的合作者模拟了其对全球粮食生产的影响，并预测将超过5Tg的烟尘注入平流层将导致持续数年的大规模粮食短缺。根据他们的模型，畜牧业畜牧业和水产食品生产将无法弥补几乎所有国家作物产量的减少，而减少食物浪费等适应措施对增加可用热量的影响有限。
由于不需要引爆核装置来引发大火，因此“核冬天”一词有些用词不当。关于该主题发表的大多数论文都指出，在没有定性论证的情况下，核爆炸是模拟的风暴效应的原因。核冬天论文中唯一用计算机模拟的现象是风暴烟灰的气候强迫剂，这是一种可以通过多种方式点燃和形成的产品。尽管很少讨论，该假设的支持者表示，如果点燃100大规模的常规火灾风暴，也会发生相同的“核冬天”效应。
20世纪80年代创造该术语的计算机建模者最初的假设是，火灾风暴的数量要大得多，达到数千次。据推测，这些可能是美苏全面战争期间大规模使用反价值空爆核武器的结果。大量的火灾风暴本身并未被建模，被认为是由于烟雾被输入各种气候模型而导致核冬季条件，严重降温的深度持续长达十年之久。在此期间，美国、欧洲和中国核心农业区的夏季平均气温可能下降高达20°C ，而俄罗斯则高达35°C。这种冷却是由于最初几年到达地球表面的太阳辐射减少了99%，并在几十年的过程中逐渐消失而产生的。
在基本层面上，自从捕捉到高云的照片证据以来，人们知道火暴可以将烟尘/气溶胶注入平流层，但这些气溶胶的寿命是一个主要未知数。独立于继续发表核冬天理论模型的团队，2006年，海军研究实验室的迈克·弗洛姆通过实验发现，每次自然发生的大规模野火风暴（比广岛观察到的规模大得多）都可以产生轻微的“核冬季”的影响，持续时间短暂，大约一个月，地表温度几乎不可估量的下降，仅限于它们燃烧的半球。这有点类似于频繁的火山喷发，将硫酸盐注入平流层，从而产生轻微的、甚至可以忽略不计的火山冬季影响。
一套基于卫星和飞机的火灾风暴烟灰监测仪器处于尝试准确确定这种烟雾的寿命、数量、喷射高度和光学特性的最前沿。有关所有这些特性的信息对于真正确定火风暴冷却效应的持续时间和严重程度是必要的，独立于核冬天计算机模型预测。
目前，根据卫星跟踪数据，平流层烟雾气溶胶似乎在大约两个月的时间内消散。是否存在进入新平流层条件的临界点，在此时间范围内气溶胶不会被清除仍有待确定。

## 機制

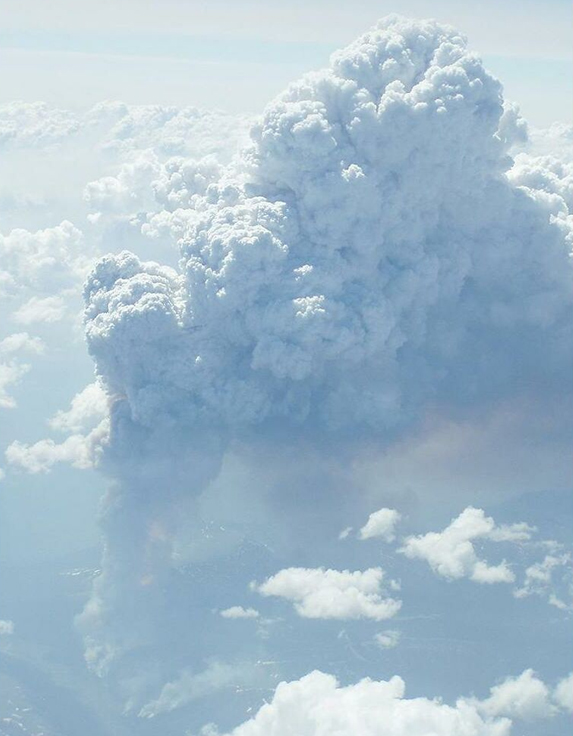
一架巡航约10公里的商用客机上拍摄的火积雨云照片。2002年，各种传感仪器仅在北美就检测到了17起不同的火积雨云事件。

核冬季情景假设核爆炸引发100场或更多城市的火灾风暴并且风暴通过火积雨云的运动将大量黑烟提升到对流层上层和平流层下层。在距离地球表面10-15公里的地方，吸收阳光可能会进一步加热烟雾中的烟灰，将部分或全部烟灰提升到平流层，如果没有空气，烟雾可能会持续数年，雨水将把它洗掉。这种气溶胶颗粒可以加热平流层并阻止部分太阳光到达表面，导致表面温度急剧下降。在这种情况下，地表气温将连续数月至数年与给定地区的冬季相同或更低。
模拟的对流层和平流层高空之间热烟灰的稳定逆温层产生反温室效应，在1988年的论文中。被斯蒂芬·施奈德等人称为“烟圈”
尽管在气候模型中考虑城市火灾风暴是很常见的，但这些不需要由核装置点燃；更传统的点火源可以代替火灾风暴的火花。在前面提到的太阳加热效应之前，烟灰的喷射高度是由火风暴燃料释放能量的速率控制的，而不是初始核爆炸的大小。例如，投放在广岛的原子弹产生的蘑菇云在几分钟内就达到了六公里的高度（对流层中部），然后因风而消散，而城市内的个别火灾则花了近三个小时才形成大火， 产生火积云，这种云被认为已达到对流层上层高度，因为在其多个小时的燃烧过程中，火焰风暴释放的能量估计是炸弹能量的1000倍。
由于核爆炸的燃烧效应没有表现出任何特别的特征，据具有战略轰炸经验的人估计，由于该城市存在火灾风暴危险，因此广岛产生的同样的火灾凶猛程度和建筑物损坏将增加16倍。一架B-29轰炸机可以通过分布在城市上空的220架B-29轰炸机发射约1.2吨燃烧弹来制造千吨核弹。
1945年德累斯顿和广岛的大火以及东京和长崎的大规模火灾在短短几个月内就发生了，而更强烈且采用传统点燃方式的汉堡大火却发生在1943年。尽管时间上有所不同，但火势猛烈和燃烧面积不同，该假设的主要建模者指出这五场火灾可能向平流层排放的烟雾相当于现代模型中讨论的假设的100场核引发火灾的百分之五。虽然人们相信，二战时通过技术仪器可以检测到100场火灾风暴注入平流层的大量烟灰所造成的气候变冷效应，但其中5%是无法检测到的。

### 气溶胶去除时间

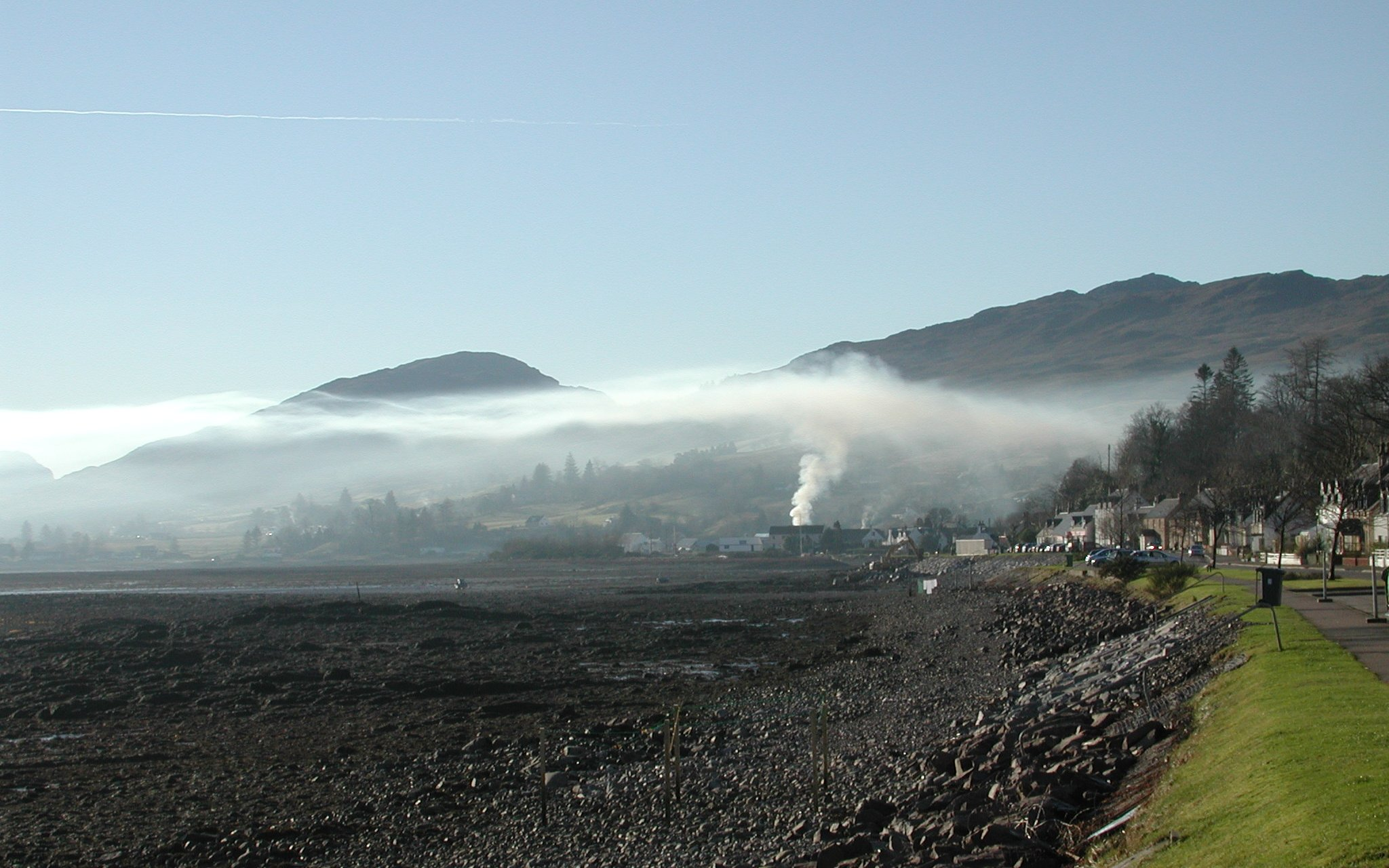
苏格兰洛赫卡伦升起的烟雾被覆盖的自然低层暖空气逆温层所阻挡（2006）。

烟雾持续时间的确切时间尺度，以及烟雾到达平流层后对气候影响的严重程度，取决于化学和物理去除过程。
最重要的物理清除机制是“降雨”，无论是在“火灾驱动的对流柱”阶段，在火场附近产生“黑雨”，还是在对流羽流消散后的降雨，此时烟雾不再集中，因此“湿法去除”被认为是非常有效的。然而，在Robock2007年的研究中，对流层中的这些有效去除机制被避免了，其中太阳能加热被建模为将烟灰快速提升到平流层，从火云的白色水凝结中“去除”或分离出较暗的烟灰颗粒。
一旦进入平流层，影响烟灰颗粒停留时间尺度的物理去除机制是烟灰气溶胶通过布朗运动与其他颗粒碰撞和凝结的速度，并从大气中掉落 通过重力驱动的干沉积，以及“泳动效应”将凝结颗粒移动到大气中较低水平所需的时间。无论是通过凝结还是泳动效应，一旦烟雾颗粒的气溶胶处于较低的大气水平，就可以开始播云，从而允许降水通过湿沉降机制将烟雾气溶胶从大气中冲走。
影响去除的化学过程取决于大气化学通过与臭氧和氮氧化物等氧化物质发生反应来氧化烟雾中碳质成分的能力，这两种物质存在于大气的各个层面，并且当空气被加热到高温时也会以更高的浓度发生。
气溶胶停留时间的历史数据，尽管是不同的气溶胶混合物，在这种情况下是平流层硫气溶胶和巨型火山喷发的火山灰，似乎在一到两年的时间范围内，然而气溶胶-大气相互作用仍然知之甚少。

### 烟灰特性
胶具有广泛的特性和复杂的形状，因此很难确定其不断变化的大气光学深度值。据信，烟灰产生过程中存在的条件对其最终性能相当重要，在更有效的燃烧效率范围内产生的烟灰几乎被认为是“元素炭黑”，而在燃烧效率较低的一端产生的烟灰，存在大量部分燃烧/氧化的燃料。这些部分燃烧的“有机物”，正如它们所知，通常在常见的低强度野火中形成焦油球和棕色碳，并且还可以覆盖更纯净的黑碳颗粒。 然而，由于最重要的烟灰是通过风暴的热对流喷射到最高高度的烟灰（火灾是由风暴力的空气风助长的），因此估计在这些条件下大部分烟灰更多是氧化黑碳。

## 结果

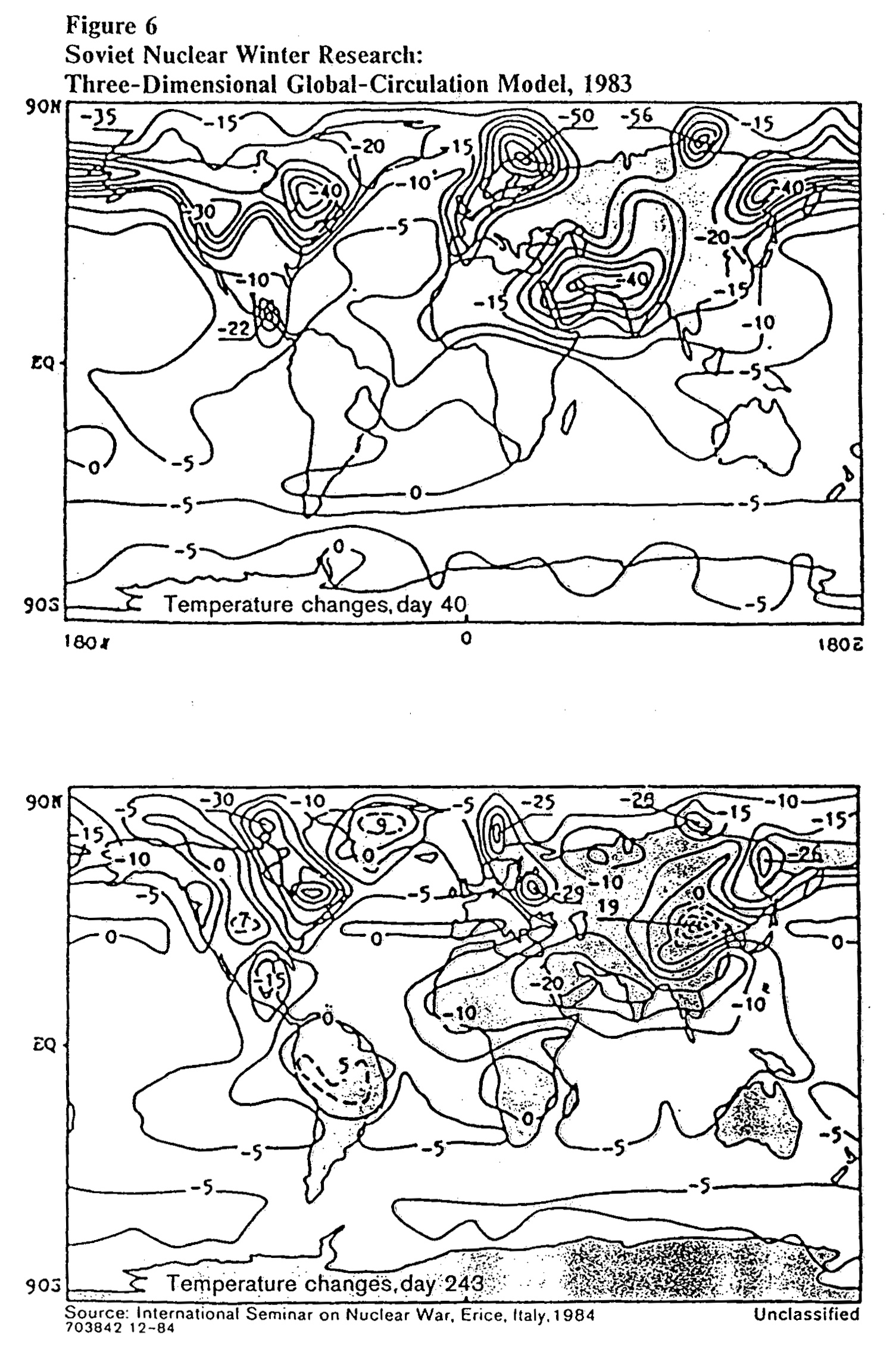
中央情报局从1984年意大利核战争国际研讨会上获得的图表。它描述了苏联1983年以来核冬天3-D计算机模型研究的结果，尽管包含与早期西方模型类似的错误，但它是第一个3-D计算机模型。该图显示了模型对全球核交换后全球温度变化的预测。上图显示40天后的效果，下图是243天后的效果。合著者是核冬季建模先驱 Vladimir Alexandrov。Alexsandrov于1985年失踪。截至2016 年，朋友Andrew Revkin仍在不断猜测与他的工作有关的谋杀行为。

### 气候影响
2006年12月美国地球物理联盟年会上提出的一项研究发现，即使是小规模的区域性核战争也可能会破坏全球气候十年或更长时间。在区域性核冲突情景中，亚热带的两个对立国家将在主要人口中心各使用50枚广岛大小的核武器（每枚约15吨），研究人员估计将释放多达500万吨烟灰，这将导致北美和欧亚大陆大片地区（包括大部分粮食种植地区）降温数度。降温将持续数年，并且根据研究，可能是“灾难性的”，扰乱农业生产和粮食采集，特别是在高纬度国家。

### 臭氧耗竭
核爆炸会分解周围的空气，产生大量的氮氧化物，然后它们通过热对流向上提升。当它们到达平流层时，这些氮氧化物能够催化分解该大气层中存在的臭氧。臭氧消耗将使来自太阳的有害紫外线辐射到达地面的强度要大得多。
迈克尔·J·米尔斯等人2008年在《美国国家科学院院刊》上发表的一项研究发现，巴基斯坦和印度之间使用现有武库进行核武器交换可能会造成近乎全球性的臭氧空洞，从而引发人类健康问题 并造成至少十年的环境破坏。这项计算机模型研究着眼于两国之间的核战争，双方各有50个广岛大小的核装置，引发大规模城市火灾，并将多达500万吨烟灰喷射到平流层约80公里处。烟灰会吸收足够的太阳辐射来加热周围的气体，从而增加保护地球免受有害紫外线辐射的平流层臭氧层的破坏，在北部高纬度地区，臭氧损失高达70%。

### 核夏天
“核夏天”是一种假设的情景，其中由于气溶胶进入大气层而导致阳光无法到达较低层或地表，造成核冬天减弱，由于二氧化碳而出现温室效应，燃烧释放的甲烷和核冬天期间冻结的尸体等有机物腐烂释放的甲烷。
另一种更连续的假设情景是，在1-3年内大部分气溶胶沉降之后，冷却效应将被温室变暖的加热效应所克服，这将使地表温度迅速升高很多度，足以导致大部分（如果不是大部分的话）在寒冷中幸存下来的生命死亡，其中大部分更容易受到高于正常温度的影响，而不是低于正常温度的影响。核爆炸会因燃烧释放二氧化碳和其他温室气体，随后死亡有机物的腐烂会释放出更多气体。爆炸还会将氮氧化物带入平流层，从而消耗地球周围的臭氧层。
核冬天可能会让位于核夏天的假设还存在其他更直接的假设版本。核火球的高温可以破坏平流层中部的臭氧气体。

## 历史

### 早期工作

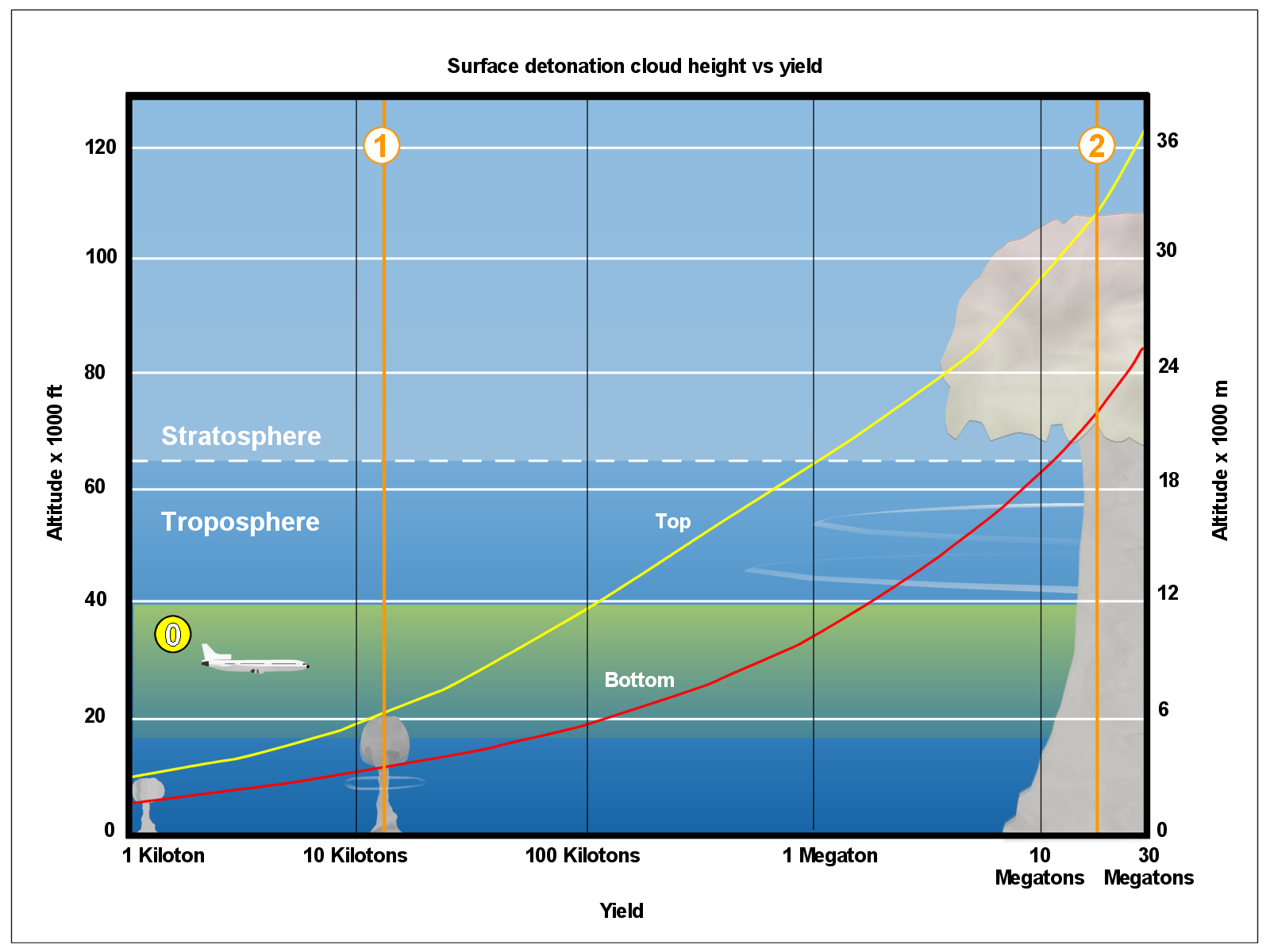
蘑菇云高度与地表爆炸时爆炸当量的函数关系。如图所示，至少需要百万吨级的产量才能将灰尘/沉降物提升到平流层。臭氧在海拔约25公里处达到最大浓度。另一种进入平流层的方法是高空核爆炸，其中一个例子包括苏联1961年第 88 号试验，10.5千吨，在22.7公里处引爆。美国高产高层大气试验还评估了柚木和橙子的臭氧破坏潜力。
0 = 商用飞机运行的大约高度
1 = 胖子
2 = 布拉沃城堡

1952年，在埃鲁格拉布岛进行炸弹试验前几周，人们担心爆炸产生的气溶胶可能会使地球冷却。美国空军的诺雷尔·卢勒吉少校和天文学家纳塔拉扬·维斯瓦纳坦研究了这种可能性，并在《超级武器对世界气候的影响》中报告了他们的发现，超级武器的分布受到严格控制。该报告在国防威胁降低局2013年的一份报告中被描述为“核冬天”概念的初步研究。它表明爆炸引起的气候变化的可能性不明显。
1957年关于核武器影响的报告描述了太平洋试验场岛屿上多次高当量氢弹爆炸对民防的影响，例如1952年的常春藤迈克岛和1954年的布拉沃城堡。该书中题为“核弹与天气”的一节指出：“众所周知，严重的火山喷发（例如 1883 年的喀拉喀托火山喷发）所产生的尘埃会导致到达地球的阳光明显减少…… 即使是最大的核武器爆炸后，残留在大气中的(土壤或其他表面)碎片也可能不超过喀拉喀托火山喷发产生的碎片的百分之一左右。此外，太阳辐射记录显示，没有任何核辐射 迄今为止的爆炸已经导致地面上记录的直射阳光发生任何可检测到的变化。”1956年，美国气象局认为，可以想象，一场足够大规模的核战争，其表面爆炸量达到百万吨级，可能会掀起足够多的土壤，造成新的冰河时代。
1966年兰德公司备忘录《核战争对天气和气候的影响》主要分析了地表爆炸的潜在尘埃影响，指出“除了碎片的影响外，核爆炸引发的大范围火灾可能会改变该地区的表面特征并改变当地的天气模式……但是，需要对大气有更全面的了解，以确定其确切的性质、范围和强度。”
美国国家研究委员会1975年出版的《多重核武器爆炸对全球的长期影响》一书中指出，涉及现有武库中4,000吨的核战争在平流层中沉积的灰尘可能比喀拉喀托火山少得多。火山爆发，判断灰尘和氮氧化物的影响可能是轻微的气候变冷，“可能处于正常的全球气候变化范围内，但不能排除更剧烈的气候变化的可能性”。
在1985年的报告《一次重大核交换对大气的影响》中，核爆炸大气影响委员会认为，对1公吨地表爆炸后注入平流层尘埃量的“合理”估计为0.3太克， 其中8%在微米范围内。1992年，美国国家科学院 (NAS)的一份地球工程报告再次审视了土壤尘埃的潜在冷却作用，该报告估计，平流层注入的土壤尘埃约为1010 千克，其颗粒尺寸需要0.1至1微米来缓解大气中二氧化碳加倍造成的变暖，产生约2°C的冷却。
1969年，保罗·克鲁岑发现氮氧化物可能是破坏臭氧层/平流层臭氧的有效催化剂。对20世纪70年代平流层飞行的超音速运输飞机中发动机热量产生的氮氧化物的潜在影响进行研究后，约翰·汉普森于1974年在《自然》杂志上提出，由于核火球在大气中产生氮氧化物， 大规模的核交换可能会导致臭氧层的消耗，可能使地球遭受紫外线辐射一年或更长时间。1975年，汉普森的假设“直接导致”美国国家研究委员会在《多重核武器爆炸的长期全球影响》一书中报告了核战争后臭氧消耗模型。
在这本1975年NRC书中有关火球产生的NOx及其造成的臭氧层损失问题的部分中，NRC介绍了20世纪70年代初期到中期使用大量多核技术对核战争影响的模型计算。百万吨级爆炸得出的结论是这可能会使北半球的臭氧水平降低50%或更多。
然而，独立于1975年NRC作品中提出的计算机模型，1973年《自然》杂志上的一篇论文描述了大气试验期间全球平流层臭氧水平与核爆炸次数的叠加。作者的结论是，数据和模型都没有显示出历史大气测试中大约500百万公吨的量与臭氧浓度的增加或减少之间存在任何相关性。1976年，一项对影响臭氧层的早期大气核试验的实验测量的研究也发现，在当时第一个令人震惊的模型计算之后，核爆炸对消耗臭氧层的影响是无罪的。同样，1981年的一篇论文发现，一次测试中的臭氧破坏模型与所进行的物理测量不一致，因为没有观察到破坏。
1945年至1971年间，总共约500百万公吨在大气层中引爆，在1961年至1962年期间达到顶峰，当时美国和苏联在大气层中引爆了340百万公吨。在此高峰期间，随着两国核试验系列的百万吨级爆炸，经过专门检查，估计释放了300百万吨能量的总产量。因此，据信额外3×1034个一氧化氮分子（每公吨当量约5,000吨，每百万吨当量5 × 109克）已进入平流层，而臭氧消耗量为 2.2%。1963年，下降早在1961年就开始了，据信是由其他气象影响造成的。
1982年，记者乔纳森·谢尔在其颇受欢迎且颇具影响力的著作《地球的命运》中向公众介绍了火球产生的氮氧化物会破坏臭氧层，导致农作物因太阳紫外线辐射而歉收，然后描绘了类似的命运——地球上的植物和水生生物走向灭绝。1982年，澳大利亚物理学家布莱恩·马丁经常与氮氧化物生成的大部分研究负责人约翰·汉普森通信，写了一篇简短的历史概要，介绍了人们对氮氧化物影响的兴趣史。核火球直接产生的氮氧化物，在此过程中，还概述了汉普森的其他非主流观点，特别是与任何广泛使用的反弹道导弹造成的高层大气爆炸造成更大臭氧破坏有关的观点系统。然而，马丁最终得出的结论是，“在一场重大核战争的背景下”，臭氧退化不太可能引起严肃关注。马丁描述了关于潜在的臭氧损失以及由此导致的紫外线增加导致农作物广泛破坏的观点，正如乔纳森·谢尔在《地球的命运》中所主张的那样，这是极不可能的。
最近关于NOx物质对臭氧层破坏潜力的最新描述远低于之前通过简单计算得出的假设，因为根据罗伯特·P·帕森的说法，在20世纪90年代，每年会形成“约120万吨”平流层NOx，包括自然和人为产生的。

#### 科幻小说
核战争将造成气候变冷的观点可能最初是在1947年3月《惊人的科幻小说》杂志上，波尔·安德森和 F. N. 沃尔德罗普的故事《明日之子》中提出。这个故事主要是关于一组科学家追捕突变体的故事，警告说，在最近的核战争后，尘埃阻挡了阳光，导致了“芬布尔之冬”，并推测它甚至可能引发新的冰河时代。安德森于1961年出版了一部部分基于这个故事的小说，名为《暮光世界》。1985年，T. G. Parsons指出，C. Anvil的小说《火炬》也出现在《惊人的科幻小说》杂志上，但在1957年4月的版本中，包含了《正午的黄昏》/《核冬天》的精髓。“ 假设。 在故事中，核弹头点燃了油田，产生的烟灰“屏蔽了部分太阳辐射”，导致北美和苏联大部分人口的北极温度升高。

### 1980年代
1988年空军地球物理实验室出版物H. S.Muench等人对一场重大核战争的全球大气影响的评估包含了1983年至1986年有关核冬天假说的主要报告的年表和回顾。报告得出了相似的结论，因为它们基于“相同的假设、相同的基本数据”，只有微小的模型代码差异。 他们跳过了评估火灾可能性和初始火羽的建模步骤，而是从已进入大气的“空间均匀烟灰云”开始建模过程。
尽管创作了20世纪80年代最受欢迎的TTAPS模型的多学科团队从未公开承认，但美国物理研究所在2011年表示，TTAPS团队（以其参与者命名，他们之前都曾研究过火星上的沙尘暴现象）或在小行星撞击事件领域：在1983年宣布他们的研究结果“有着促进国际军备控制的明确目标”。然而，“计算机模型如此简化，烟雾和其他气溶胶的数据仍然很差，科学家们无法做出任何确定的判断”。
1981年，威廉·J·莫兰开始在国家研究委员会讨论和研究大规模核弹头交换对空气中土壤/灰尘的影响，因为他发现战争的灰尘影响可能与战争的灰尘影响相似。小行星产生的K-T边界及其一年前由路易斯·阿尔瓦雷茨于1980年进行的流行分析。NRC的一个关于该主题的研究小组于1981年12月和1982年4月举行会议，准备发布1985年出版的NRC的《重大核交换对大气的影响》。
作为核战争后对流层中氮氧化物和臭氧等氧化物质生成研究的一部分，由瑞典皇家科学院期刊于1980年发起，然而，他们发现，由于数量更多但能量较低的亚百万吨级核弹头的趋势（通过提高洲际弹道导弹弹头精度而成为可能），臭氧层危险“不是很严重”。
正是在面对这些结果之后，他们“偶然”想到了这个概念，作为核爆炸在各处引发大规模火灾的“事后想法”，最重要的是，这些常规火灾产生的烟雾随后继续吸收阳光，导致火灾。地表温度骤降。1982年初，两人分发了一份文件草案，其中首次提出了核战争后可能发生的火灾可能导致短期气候变化的建议。同年晚些时候，克鲁岑和Birks专门讨论核战争可能造成的环境后果的 Ambio 特刊，题为“核战争后的气氛：正午的黄昏”，并在很大程度上预见了核冬天假说。该论文研究了火灾及其气候影响，并讨论了大火产生的颗粒物、氮氧化物、臭氧消耗以及核暮对农业的影响。克鲁岑和Birks的计算表明，城市、森林和石油储备的火灾释放到大气中的烟雾颗粒可以阻止高达99%的阳光到达地球表面。他们说，这种黑暗可能“只要火还在燃烧”就存在，预计会持续很多周，其影响如下：“大气层的正常动态和温度结构......在很长一段时间内会发生很大变化。” 北半球的一小部分，这可能会导致陆地表面温度和风力系统发生重大变化。”他们的工作的一个含义是，成功的核斩首袭击可能会给肇事者带来严重的气候后果。
在阅读了N. P. Bochkov和叶夫根尼·恰佐夫的论文，该论文与克鲁岑和Birks的论文《中午的黄昏》发表在Ambio的同一版上，苏联大气科学家Georgy Golitsyn将他对火星沙尘暴的研究应用于地球上的烟尘。这些有影响力的火星沙尘暴模型在核冬天研究中的使用始于1971年，当时苏联航天器火星2号抵达这颗红色星球并观察到了全球尘埃云。轨道仪器与1971年火星3号着陆器一起确定，这颗红色行星表面的温度比尘埃云顶部的温度低得多。 在这些观察之后，戈利岑收到了天文学家卡尔·萨根的两封电报，萨根在电报中要求戈利岑“探索对这一现象的理解和评估”。戈利岑回忆说，正是在这个时候，他“提出了一种理论来解释火星尘埃如何形成以及它如何达到全球范围。”
同年，Golitsyn研究所的员工开发了一个沙尘暴模型来描述火星上的冷却现象。在阅读了1982年瑞典一本专门讨论假设的苏联和美国之间核战争影响的杂志后，认为他的模型适用于烟灰。戈利岑将使用金茨堡的基本上未经修改的尘埃云模型，将烟灰假设为模型中的气溶胶，而不是土壤尘埃，并以与返回结果相同的方式计算火星大气中的尘埃云冷却，即地球上方的云 会被加热，而下面的行星会急剧冷却。戈利岑于1983年5月向安德罗波夫发起的苏联科学家保卫和平免受核威胁委员会提出了出版这个源于火星的地球模拟模型的意图，戈利岑后来被任命为该组织的副主席。该委员会的成立是在苏联领导层的明确批准下进行的，其目的是“扩大与西方‘核冻结’活动分子的受控接触”。获得该委员会的批准后，戈利岑于1983年9月在广为阅读的《俄罗斯科学院先驱报》上发表了第一个关于新生“核冬天”效应的计算机模型。
1982年10月31日，戈利岑和金斯伯格的模型和结果在华盛顿特区举办的“核战争后的世界”会议上提出。
戈利岑和萨根在关注“核冬天”之前的几年里一直对火星沙尘暴的冷却感兴趣。萨根还在20世纪50年代至1960年代参与了A119项目，其中他试图模拟月球土壤羽流的运动和寿命。
1982年《正午黄昏》出版后，TTAPS团队表示，他们开始对平流层中核战争/烟尘的大气后果进行一维计算建模研究，尽管他们直到1983年12月下旬才在《科学》杂志上发表论文。“核冬天”一词是图尔科在出版前创造的在这篇早期论文中，TTAPS使用基于假设的估计来估计大型核交换所产生的烟尘排放总量，并开始分析该量对大气辐射平衡和温度结构的后续影响 假设的烟雾。为了计算灰尘和烟雾的影响，他们采用了地球低层大气（直至中层顶）的一维微物理/辐射传输模型，该模型仅定义了全球气候扰动的垂直特征。
然而在戈利岑9月发表论文之后，苏联对核战争对环境影响的兴趣仍在继续，弗拉基米尔·亚历山德罗夫和 G. I. 斯滕奇科夫也在1983年12月发表了一篇关于气候后果的论文，尽管与同时代的TTAPS论文相比，这篇论文 论文基于三维全球环流模型的模拟。理查德·图尔科和斯塔利·汤普森都对苏联的研究持批评态度。特科称其为“原始”，Thompson称其使用过时的美国计算机模型。后来他们撤销了这些批评，转而赞扬亚历山德罗夫的开创性工作，称苏联模式具有所有其他模式的弱点。
1984年，世界气象组织(WMO)审查科学状况。由此产生的烟雾在很大程度上对太阳辐射是不透明的，但对红外线是透明的，从而通过阻挡阳光来冷却地球，但不会通过增强温室效应来造成变暖。烟雾的光学深度可以比单一深度大得多。非城市目标引起的森林火灾可能会进一步增加气溶胶的产生。针对硬化目标的近地表爆炸产生的粉尘也会产生影响；每次百万吨当量的爆炸可能释放多达500万吨灰尘，但大多数很快就会掉落；据估计，每百万吨当量爆炸会产生0.1-100万吨高空粉尘。原油燃烧也可能做出重大贡献。
这些研究中使用的一维辐射对流模型产生了一系列结果，战后14至35天内降温至15-42°C，“基线”约为20°C。使用GCM进行的更复杂的计算产生了类似的结果：温度下降了约20°C，但存在地区差异。
所有计算都显示，烟层顶部约10公里处有大量加热；这意味着那里的环流发生了重大变化，云层有可能平流进入低纬度地区和南半球。

### 1990年
在1990年题为“气候与烟雾：核冬天的评估”的论文中，TTAPS 使用三维模型对核战争的短期和长期大气影响进行了更详细的描述：
最初一到三个月：
- 注入的10-25%烟灰会立即通过降水去除，其余的则在一到两周内输送到全球各地
- 7月份烟雾喷射的 SCOPE 数据：

中纬度地区气温下降22°C，
潮湿气候下温度下降10°C，
中纬度地区降雨量减少75%
- 低纬度地区光照水平降低 0%，高烟雾喷射区域光照水平降低90%

冬季烟雾喷射的范围数据：温度下降 3 至 4 °C
一到三年后：
- 25-40%的注入烟雾在大气中稳定 (NCAR)。烟雾稳定了大约一年。
- 陆地温度比正常水平低几度
- 海洋表面温度在2至6°C之间
- 臭氧消耗50%导致入射到表面的紫外线辐射增加200%。

### 第一次海湾战争中的科威特油井

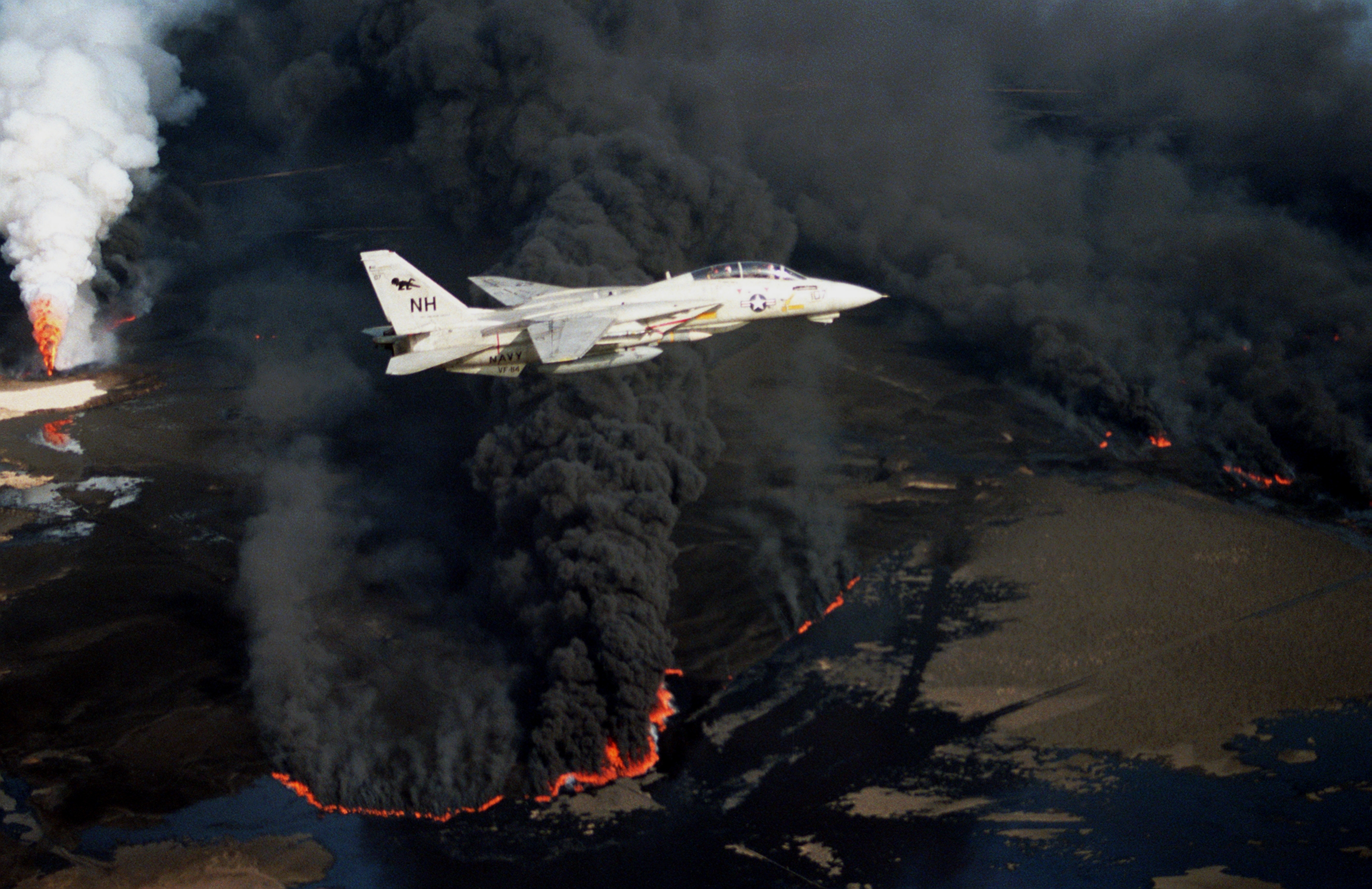
科威特的石油火灾不仅限于燃烧的油井（背景中可以看到其中之一），而且前景中看到的燃烧的“油湖”也产生了烟羽，尤其是其中最黑/最黑的烟羽。

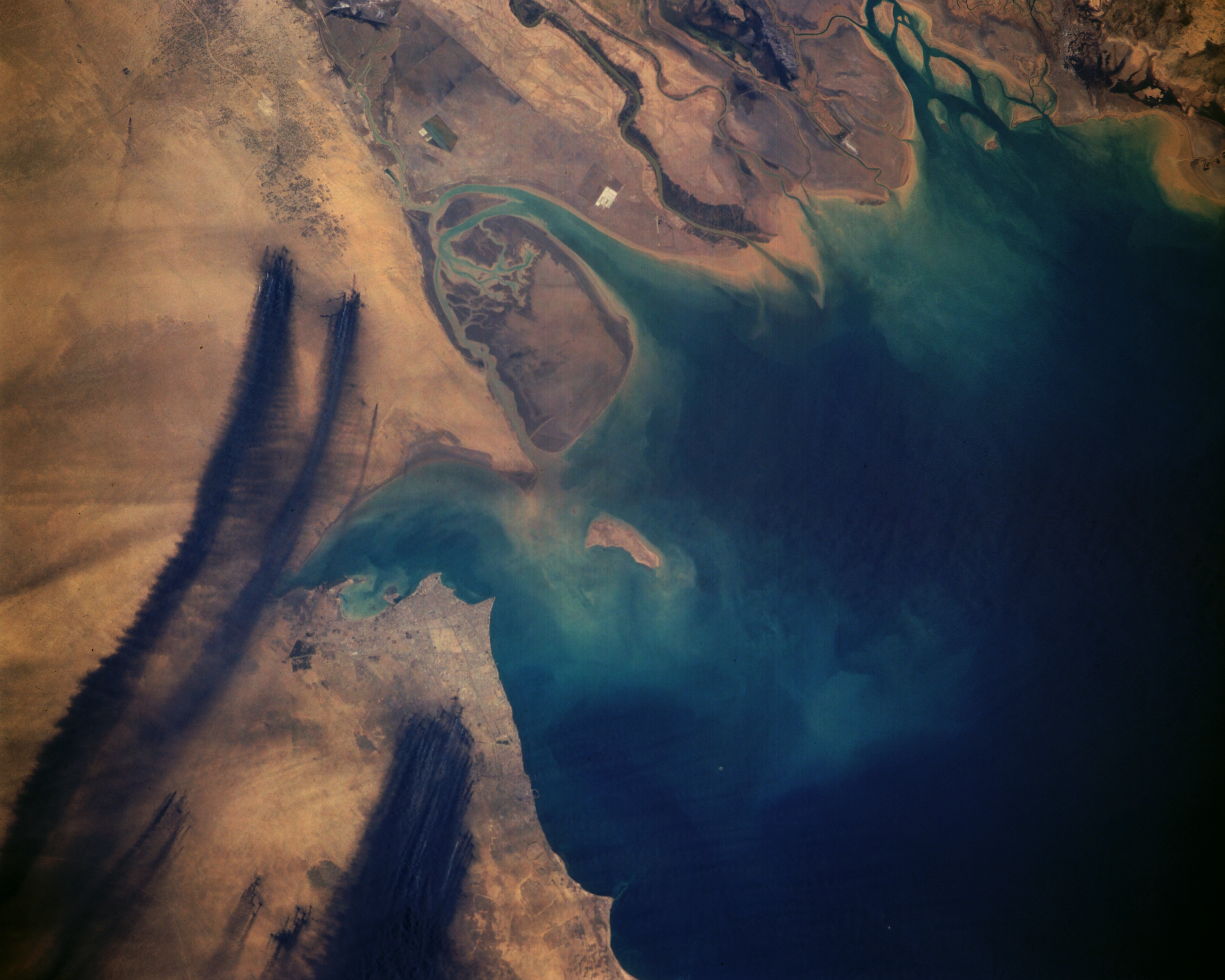
1991年4月7日科威特几起石油火灾产生的烟羽。1991年2月15日至5月30日期间600多起火灾的综合烟羽的最大假定范围是可用的。在所有火灾中，只有大约10%（主要与源自“油湖”的火灾相对应）产生纯黑色烟灰填充羽流，25%的火灾发出白色至灰色羽流，而其余火灾则发出灰色和黑色之间颜色的羽流。

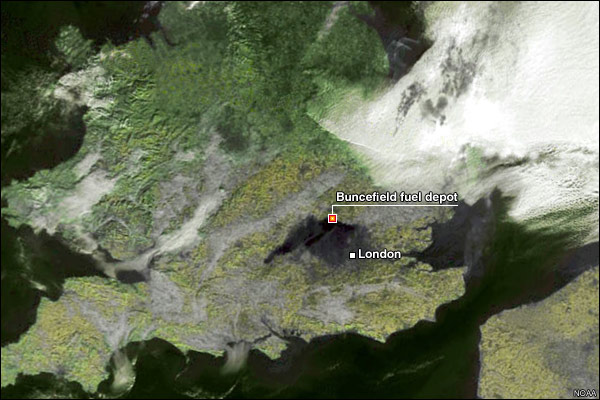
这张英国南部的卫星照片显示了2005年邦斯菲尔德火灾产生的黑烟，该火灾和爆炸涉及约2.5亿升化石燃料。 可以看到羽流从倒“V”形顶点的爆炸现场以两条主要气流扩散。当火被扑灭时，烟雾已经到达英吉利海峡。橙色点是一个标记，而不是实际的火灾。尽管烟羽来自单一来源，而且规模比1991年科威特单个油井火灾烟羽还要大，但邦斯菲尔德烟云仍然处于平流层之外。

TTAPS1990年论文的主要成果之一是重申该团队1983年的模型，即100起炼油厂火灾就足以带来小规模但仍然对全球有害的核冬天。
继伊拉克入侵科威特并威胁点燃该国约800口油井之后，1990年11月在日内瓦举行的世界气候会议上提出了对此累积气候影响的猜测，从核冬天类型的情景到重酸。降雨甚至短期内的全球变暖。
1991年1月，在《威尔明顿晨星报》和《巴尔的摩太阳报》上发表的文章中，核冬天论文的著名作者——理查德·P·图尔科、约翰·W·伯克斯、卡尔·萨根、艾伦·罗伯克和保罗·克鲁岑——集体表示，他们预计会发生灾难性的核灾难。由于伊拉克人威胁要点燃300至500口加压油井，这些油井随后可能会燃烧数月，因此会造成类似冬季的影响，以及大陆规模的低于冰点温度的影响。
由于受到威胁，这些油井于1991年3月被撤退的伊拉克放火焚烧，直到1991年11月6日，即战争结束八个月后，大约600口燃烧的油井才被完全扑灭，据估计，在最高强度时每天有600万桶石油。
1991年1月，沙漠风暴行动开始时，恰逢最初几起石油火灾，S. Fred Singer 博士和卡尔·萨根在ABC新闻节目《夜线》中讨论了科威特石油火灾可能对环境造成的影响。萨根再次指出，烟雾的某些影响可能类似于核冬天的影响，烟雾从科威特海拔约48,000英尺（15,000米）处开始进入平流层，从而造成全球影响。他还认为，他相信净效应与1815年印度尼西亚坦博拉火山爆发非常相似，导致1816年被称为“无夏之年”。
萨根列出的模型结果预测影响会延伸到南亚，或许还会延伸到北半球。 萨根强调这一结果的可能性非常大，“它应该会影响战争计划。”。另一方面，辛格预计烟雾将达到约 3,000 英尺的高度，然后在 大约三到五天，从而限制了烟雾的寿命。辛格和萨根所做的两个高度估计都被证明是错误的，尽管辛格的叙述更接近所发生的情况，相对较小的大气影响仍然仅限于波斯湾地区，烟羽一般来说大约10,000英尺（3,000m），少数高达20,000英尺（6,100m）。
萨根和他的同事预计，当黑烟吸收太阳的热辐射时，会发生“自我升起”，几乎不会发生清除作用，从而黑色的烟灰颗粒会被太阳加热并升起/升起更高的高度。并进入更高的空气中，从而将烟灰注入平流层，他们认为在这个位置，这种烟灰气溶胶的防晒效果需要数年时间才能从空气中消失，随之而来的是灾难性的地面冷却和 对亚洲乃至整个北半球的农业影响。在1992年的后续行动中，彼得·霍布斯和其他人没有观察到任何明显的证据来证明核冬天团队预测的大规模“自升起”效应，并且石油火灾烟雾云中含有的核冬天建模团队假设的要少。
国家科学基金会负责研究科威特大火对大气影响的大气科学家彼得·霍布斯表示，大火的影响不大，表明“一些数字（用于支持核冬天假说）……可能有点小”。 过分夸大了。”
霍布斯发现，在火灾最严重时，烟雾吸收了75%至80% 的太阳辐射。这些颗粒最高上升到20,000英尺（6,100m），当与云的清除相结合时，烟雾在大气中的停留时间很短，最多几天。
因此，战前关于大规模、持久和重大全球环境影响的主张并未得到证实，并且被发现被媒体和投机者严重夸大，那些不支持核冬天假说的人提出的气候模型，火灾发生时间仅预测更局部的影响，例如距火源200公里范围内白天气温下降约10°C。
萨根后来在他的《恶魔出没的世界》一书中承认，他的预测显然并不正确：“中午漆黑一片，波斯湾上空气温下降了4-6°C，但没有太多烟雾达到平流层高度，亚洲幸免于难。”
油井和石油储备烟雾涌入平流层是核冬天烟尘的主要贡献者的想法是早期气候学论文中关于该假设的核心思想。人们认为它们比城市烟雾更有可能造成影响，因为石油烟雾中黑烟灰的比例更高，因此吸收了更多的阳光。霍布斯比较了论文假设的“排放因子”或点燃油池的烟灰产生效率，发现与最大的烟灰产生国科威特油池的测量值相比，核冬天计算中假设的烟灰排放量为 仍然“太高”。科威特石油火灾的结果与促进核冬天的核心科学家的意见相左，20世纪90年代的核冬天论文普遍试图与油井和储备烟雾将到达平流层的说法保持距离。
2007年，一项核冬天研究指出，现代计算机模型已应用于科威特石油火灾，发现单个烟羽无法将烟雾释放到平流层，但火灾产生的烟雾覆盖大面积，就像一些 森林火灾可以将烟雾提升到平流层，最近的证据表明这种情况发生的频率比以前想象的要高得多。该研究还表明，预计在核打击后燃烧相对较小的城市也会将大量烟雾释放到平流层：
斯滕奇科夫等人利用 RAMS 区域气候模型进行了详细、高分辨率的烟羽模拟并表明单个烟羽，例如来自科威特石油的烟羽1991年的火灾预计不会进入高层大气或平流层，因为它们被稀释了。然而，更大的羽流（例如城市火灾产生的羽流）会产生巨大的、未稀释的质量运动，从而导致烟雾飘逸。新的大涡模拟模型结果在更高分辨率下也给出了与我们的结果类似的放样，并且没有会抑制放样的小尺度响应。
然而，上述模拟特别包含不会发生干或湿沉积的假设。

## 最近的研究
1990年至2003年间，评论家指出，没有发表任何有关“核冬天”的同行评审论文。
根据原始研究的一些作者在2007年和2008年发表的新工作，提出了一些新的假设，主要是评估认为只要100场火灾风暴就会导致核冬天。然而，这个假设远非“新”，它得出了与20世纪80年代早期模型相同的结论，同样将100场左右的城市火灾风暴视为威胁。
与过去千年的气候变化相比，即使是模拟的最小的交换也会使地球陷入比小冰河时期（大约公元1600年至 1850 年之间的历史时期）更低的温度。这会立即生效，农业将受到严重威胁。大量的烟雾会产生更大的气候变化，使农业多年无法进行。在这两种情况下，新的气候模型模拟表明其影响将持续十多年。

### 2007年全球核战争研究
2007年7月在《地球物理研究杂志》上发表的一项研究，题为“用现代气候模型和当前核武库重新审视核冬天：仍然是灾难性的后果”，使用当前的气候模型来研究全球核战争的后果 涉及世界上现有核武库的大部分或全部（作者判断其规模与二十年前世界核武库的规模相似）。作者使用了美国宇航局戈达德空间研究所的全球环流模型 ModelE，他们指出该模型“已在全球变暖实验中进行了广泛测试，并研究了火山喷发对气候的影响”。该模型用于研究一场涉及当前整个全球核武库的战争的影响，预计将向大气中释放约150Tg的烟雾，以及一场涉及当前约三分之一核武库的战争的影响，预计将释放约150Tg的烟雾。在150Tg的情况下，他们发现：
全球平均地表降温水平持续多年，为-7°C至-8°C，十年后仍为-4°C（图2）。 考虑到18000年前最后一个冰河时期的深度，全球平均降温约为-5℃，这将是人类历史上前所未有的速度和幅度的气候变化。 陆地上的温度变化最大……北美大片地区降温超过-20°C，欧亚大陆大部分地区（包括所有农业地区）降温超过-30°C。
此外，他们发现这种降温导致全球水文循环减弱，导致全球降水量减少约45%。 至于涉及三分之一现有核武库的 50 Tg 案例，他们表示模拟“产生的气候响应与 150 Tg 案例非常相似，但幅度约为一半”，但“响应的时间尺度是 差不多”。他们没有深入讨论对农业的影响，但指出1986年的一项研究假设一年内没有粮食生产，预计“到那时地球上的大多数人将耗尽食物并饿死”，并评论道 他们自己的研究结果表明，“这段没有粮食生产的时期需要延长很多年，使得核冬天的影响比之前想象的还要严重。”

### 2014
2014年，Michael J. Mills（美国国家大气研究中心，NCAR）等人在《地球的未来》杂志上发表了“区域核冲突后的数十年全球变冷和前所未有的臭氧损失”。作者使用NCAR开发的计算模型来模拟烟灰云的气候影响，他们认为烟灰云可能是区域核战争的结果，在这场战争中，100枚“小型”武器在城市上空引爆。 由于烟灰云的相互作用，该模型有输出：
...人口稠密地区的全球臭氧损失达20-50%，这是人类历史上前所未有的水平，同时伴随着过去1000年中最冷的平均地表温度。我们计算出夏季中纬度地区紫外线指数增强了30-80%，这表明对人类健康、农业以及陆地和水生生态系统造成广泛损害。杀死霜冻将使生长季节每年减少10-40天，持续5年。 由于海洋的热惯性和反照率效应以及海冰的扩张，地表温度将降低超过25年。冷却和增强的紫外线结合起来会给全球粮食供应带来巨大压力，并可能引发全球核饥荒。

### 2018
洛斯阿拉莫斯国家实验室的研究人员发表了一项关于区域核交换对气候影响的多尺度研究结果，罗伯克等人也考虑了同样的情况。与之前的研究不同，这项研究模拟了黑碳被释放到大气中的过程，发现很少有黑碳被释放到平流层，因此，长期的气候影响比那些研究要低得多 已经得出结论。特别是，“所有模拟都没有产生核冬天效应”，并且“如先前研究中设想的那样，在有限的交换情景中出现全球显着变冷的可能性极不可能”。这项研究与后续几项研究的结果相矛盾，声称2018年的研究存在缺陷。
发表在同行评审期刊《安全》上的研究表明，任何国家都不应拥有超过100枚核弹头，因为“核秋天”会对侵略国本国人口造成后遗症。

### 2019
2019年发表了两项关于核冬天的研究，这些研究以之前的模型为基础，描述了比之前模拟的更小规模的核武器交换所带来的新的核冬天情景。
如Robock等人2007年的研究一样，Coupe等人2019年的研究模拟了这样一个场景：在美国和俄罗斯之间交换核武器后，150Tg的黑碳被释放到大气中，两国都使用了所有核武器条约允许的武器。这一黑碳量远远超过过去1200年来所有火山喷发向大气中排放的黑碳量，但低于6600万年前小行星撞击造成的大规模灭绝事件。库普等人使用“全大气群落气候模型版本 4”（WACCM4），该模型比Robock等人使用的ModelE模拟具有更高的分辨率，并且在模拟气溶胶和平流层化学方面更有效。
WACCM4模型模拟黑碳分子到达平流层时会增大到正常大小的十倍。ModelE没有考虑这种效应。由于平流层对阳光的吸收更大，黑碳颗粒尺寸的这种差异导致首次注入后的头两年，世界范围内的WACCM4模型的光学深度更大。这将使平流层温度增加100K，并导致臭氧消耗量略高于ModelE的预测。较大粒径的另一个后果是加速黑碳分子从大气中脱落的速度。将黑碳注入大气十年后，WACCM4预测将保留2Tg，而ModelE预测将保留19Tg。
2019年模型和2007年模型均预测全球气温将显着下降，但2019年分辨率的提高和粒子模拟预测注入后的前六年内温度异常会更大，但会更快恢复正常温度。从注入异常后的几个月到异常发生的第六年，WACCM4预测全球气温比ModelE低，气温比正常水平低20K以上，导致北半球大部分地区夏季气温结冰，导致气温下降90%在中纬度地区（包括美国中西部）的农业生长季节。WACCM4 模拟还预测注入后第三年和第四年全球年降水量将比正常水平减少58%，比ModelE中的预测高出10%。
图恩等人模拟了2025年印度和巴基斯坦进行核交锋的核场景，其中巴基斯坦100个城市地区和印度150个城市地区受到核武器的攻击，并研究了释放到核中的黑碳的影响。仅空爆爆炸造成的大气层。研究人员模拟了如果所有武器均为15kt，50kt和100kt时的大气效应，鉴于两国最近进行的核试验，提供了可能发生核交换的范围。所提供的范围很大，因为印度和巴基斯坦都没有义务提供有关其核武库的信息，因此其范围在很大程度上仍然未知。
图恩等人假设每次武器爆炸后都会发生风暴或大火，并且这两种结果进入大气中的黑碳量将是相等的，并且程度相当深；在1945年的广岛，有人预测火灾风暴释放的能量比核爆炸期间释放的能量多1,000倍。如此大面积的燃烧会向大气中释放大量黑碳。

### 2021
库普等人报告了在CESM-WACCM4模型下，在5至150Tg 烟灰的六种核情景之后持续数年的厄尔尼诺效应的模拟。他们将这种变化称为“核厄尔尼诺现象”，并描述了洋流的各种变化。

### 2022
根据2022年8月发表在《自然食品》杂志上的一项同行评审研究，美国和俄罗斯拥有世界上90%以上的核武器，一旦发生全面核战争，将导致3.6亿人死亡 核冬天期间直接和间接导致超过50亿人挨饿。
同年发表的另一篇论文是东北大学地球科学学者发表的，该论文将核冬天情景对海洋和陆地动物生命的影响与历史灭绝事件的影响进行了比较。一场小型核战争（他将其定义为印度和巴基斯坦之间的核交火或同等规模的事件）本身就会导致10-20%的物种灭绝，而一场重大核战争（定义为印度和巴基斯坦之间的核战争）本身就会导致10-20%的物种灭绝。美国和俄罗斯之间）将导致40-50%的动物物种灭绝，这与一些“五大”大规模灭绝事件相当。 相比之下，他认为最有可能出现的人为气候变化情景是，到2100年升温3 °C ，到2500年升温3.8°C ，大约 12-14% 的动物物种将因此灭绝。

### 2023
自2023年起，美国国家科学、工程和医学院建立了一项关于核战争潜在环境影响的独立研究。目的是评估所有有关核冬天的研究，最终报告将于2024年发布。

## 批评与辩论

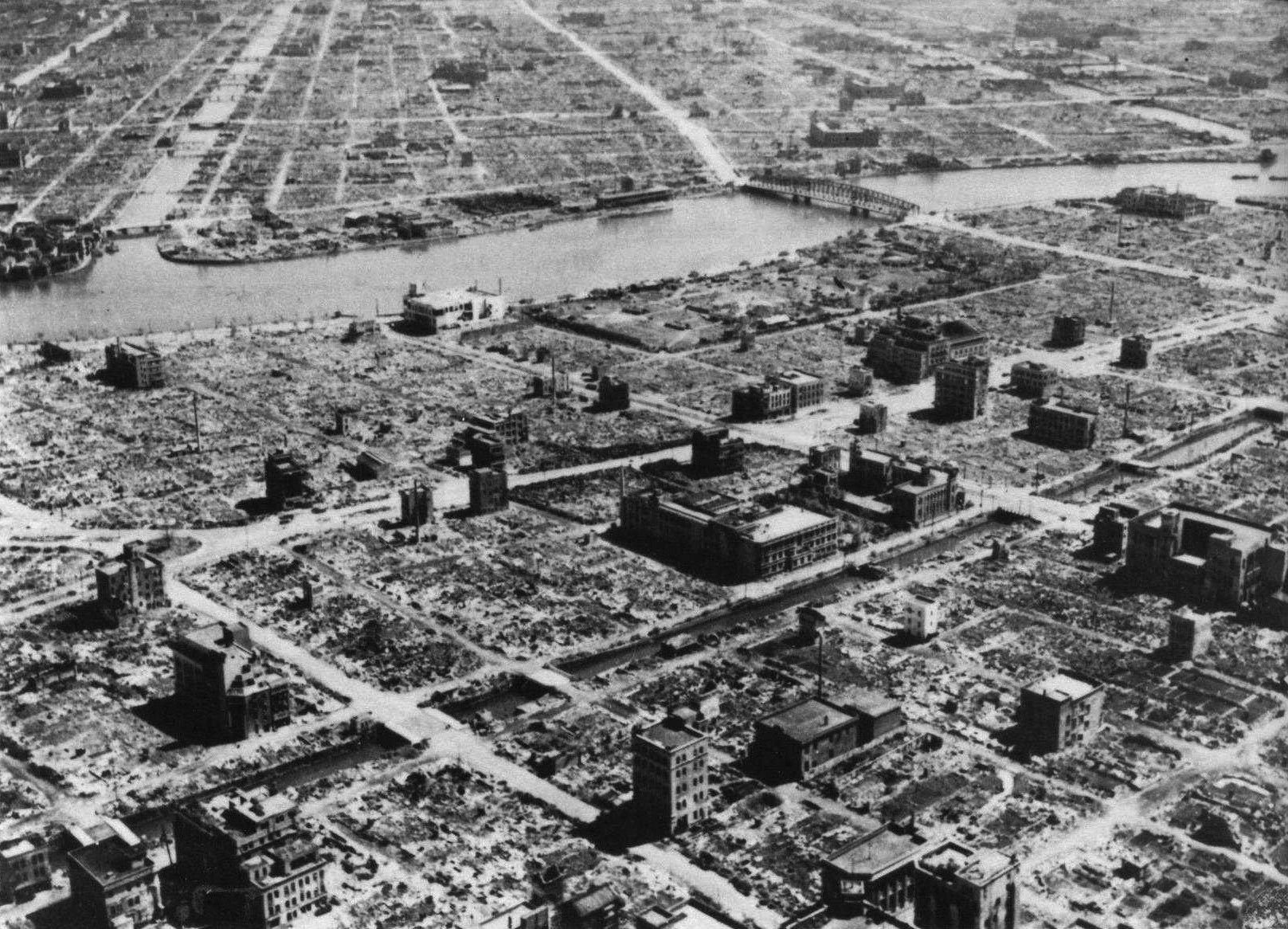
1945年3月9日至10日，东京会议室行动燃烧弹袭击期间，1,665吨燃烧弹和高爆炸弹以小炸弹的形式投向该城市，造成超过10,000英亩的建筑物被毁，41平方公里，历史上最具破坏性和最致命的轰炸行动。

核冬天概念已经并将继续受到批评的五个主要且基本上独立的基础被认为是：
- 城市会容易发生火灾吗？如果是的话，会产生多少烟灰？
- 大气寿命：模型中假设的烟灰数量是否会像预计的那样在大气中保留很长时间，还是会更快地以黑雨的形式沉淀更多的烟灰？
- 事件发生的时间：在春末或夏季开始对风暴或战争进行建模有多合理（几乎所有美苏核冬季论文都这样做，从而产生最大程度的模拟冷却）？
- 黑暗和不透明度：到达大气的烟灰的假定质量会产生多少遮光效应？[107]
- 放样：有多少烟灰会被放样到平流层？[94]

虽然高度流行的1983年TTAPS一维模型预测受到媒体的广泛报道和批评，部分原因是后来的每个模型预测的“世界末日”冷却水平都远低于其“世界末日”水平，多数模型仍然表明一些有害的因素 假设大量火灾发生在春季或夏季，全球变冷仍然会导致。
StarleyL.Thompson的20世纪80年代中期不太原始的3维模型，特别包含非常相同的一般假设，导致他创造了术语“核秋天”，以更准确地描述该模型中烟灰的气候结果。在镜头采访中，他驳斥了早期的“世界末日”模型。
对继续使这些模型结果成为可能的假设的主要批评出现在1987年出版的《核战争生存技能 (NWSS)》一书中，这是Cresson Kearny为橡树岭国家实验室编写的民防手册。根据 1988 年出版的《对一场重大核战争对全球大气影响的评估》，卡尼的批评针对的是建模者认为会到达平流层的过量烟尘。卡尼引用了苏联的一项研究，称现代城市不会像风暴一样燃烧，因为大多数易燃的城市物品将被掩埋在不可燃的瓦砾下，并且TTAPS研究对非城市野火的规模和范围进行了大幅高估核战争。TTAPS的作者回应说，除其他外，他们不相信目标规划者会故意将城市炸成废墟，而是认为当附近的地点受到袭击时，火灾会在相对未受损的郊区开始，并部分承认他关于非城市野火的观点。Pacific-Sierra Research Corporation的热科学主任 Richard D. Small 博士同样强烈反对模型假设，特别是TTAPS1990年的更新，该更新认为，大约 5,075Tg的材料会在美苏核反应堆中燃烧。 战争中，斯莫尔对蓝图和真实建筑的分析返回了最多1,475Tg的可燃烧材料，“假设所有可用的可燃材料实际上都被点燃”。
尽管卡尼认为未来更准确的模型将“表明温度下降幅度会更小”，包括未来潜在的模型，但这些模型并不那么容易接受火风暴会像核冬天模型作者假设的那样可靠地发生，但在NWSS Kearny 中 根据 Starley Thompson 和斯蒂芬·施奈德的1986年核冬天重新评估模型，总结了不超过几天的相对温和的冷却估计。这样做是为了向他的读者传达这样的信息：与当时流行的观点相反，在这两位气候科学家的结论中，“根据科学依据，最初的核冬天假说的全球末日结论现在可以降级为 低概率消失”。
然而，布赖恩·马丁1988年在《科学与公共政策》上发表的一篇文章指出，尽管《核冬天重新评估》得出的结论是，美苏“核冬天”远没有最初想象的那么严重，但作者将其影响更多地描述为 “核秋天”——汤普森和施耐德的其他言论表明，他们“抵制这样的解释，即这意味着拒绝关于核冬天的基本观点”。在艾伦·罗伯克等人的著作中。在2007年的论文中，他们写道，“由于Thompson和施奈德使用了‘核秋天’一词，尽管作者明确表示气候后果将是巨大的，但在政策圈子里，核冬天理论是 一些人认为这种说法被夸大和反驳了。”2007年，施奈德表达了他对2006年模型中分析的有限核战争（巴基斯坦和印度）的冷却结果的暂时支持，他说“热带地区的阳光比中纬度地区的阳光要强烈得多。因此，那里一场更加有限的战争可能会产生更大的影响，因为你把烟雾放在了最糟糕的地方”，“任何事情” 你可以采取措施阻止人们认为有任何方法可以通过核交换赢得任何东西是一个好主意”。
许多导弹发射井附近的活的非沙漠植被、活的森林、草丛等被点燃而产生的烟雾，是最初在《中午的黄昏》论文中被认为非常大的烟雾源，而且可以在流行的TTAPS出版物中找到。然而，布什和斯莫尔在1987年检验了这一假设，可以想象，燃烧活植被对估计的“非城市烟雾产生”总量的贡献非常小。由于植被只有在距核火球表面一两个半径范围内才有可能持续燃烧，而该距离也会经历会影响任何此类火灾的极端疾风。非城市烟雾危害估计值的减少得到了1984年早期初步估计核森林火灾出版物的支持，以及1950-1960年代对表面烧焦、损坏但从未烧毁的现场检查的支持和红翼行动测试系列中的射击点拍摄到周围岛屿上的热带森林。
美国国土安全部于2010年定稿的一份文件指出，在针对一座城市的核爆炸之后，“如果火势能够蔓延并凝聚，一场大火可能会超出消防员的控制能力。然而， 专家认为，根据现代美国城市设计和建设的性质，可能不太可能发生肆虐的大火。”例如，长崎的核轰炸并没有产生大火。早在1986年至1988年，人们就注意到了这一点，当时人们发现支撑冬季模型的城市中假定的燃料“质量负载”（每平方米的燃料量）数量过高，并故意产生热通量，从而产生烟雾 进入平流层较低层，但在现实世界的现代城市中发现的“更具有条件特征”的评估发现，燃料装载量以及因此有效燃烧产生的热通量很少会产生远高于4公里。
哈佛大学国际事务中心副教授 Russell Seitz 认为，冬季模型的假设给出了研究人员想要达到的结果，是“最坏情况分析失控”的情况。1986年9月，塞茨在《自然》杂志上发表了《西伯利亚大火作为‘核冬天’指南》，其中他调查了1915年西伯利亚大火，这场大火始于初夏，是由该地区有记录以来最严重的干旱引起的。这场大火最终摧毁了该地区，烧毁了世界上最大的北方森林，其面积相当于德国的面积。 虽然在燃烧的几周内，烟雾云下的夏季白天降温约8°C，但潜在的毁灭性农业夜间霜冻并未增加。在对1915年西伯利亚大火进行调查后，塞茨批评“核冬天”模型的结果是基于连续的最坏情况事件：
连续40次这样的硬币抛掷出现正面的可能性接近皇家同花顺。然而，它被描述为“复杂的一维模型”——这种用法是矛盾的。
塞茨引用了卡尔·萨根的话，并强调道：“几乎在任何涉及超级大国之间核交换的现实案例中，全球环境变化都足以导致相当于或比白垩纪末期更严重的灭绝事件，当时恐龙和许多其他物种都灭绝了。” 物种很可能灭绝。” 塞茨评论道：“这段话中斜体字的不祥言辞甚至将100兆吨[最初的100个城市的大火]情景……与小行星撞击地球的1亿吨爆炸相提并论。这是一个天文巨吨级的灾难。” 炒作……”塞茨总结道：
随着科学的进步，更新、更优雅的模型实现了更真实的复杂性，假设的效果正在走下坡路。到1986年，这些最坏情况的影响已经从北极黑暗的一年消融到比棕榈滩凉爽的月份还要温暖的温度！一种新的破碎云和凉爽点的范例已经出现。曾经的全球性严霜已经消退到北部苔原。萨根先生精心设计的猜想已经成为墨菲鲜为人知的第二定律的牺牲品：如果一切一定会出错，就不要押注于它。
塞茨的反对导致核冬天的支持者在媒体上发表回应。支持者认为，只需表明气候灾难的可能性，通常是最坏的情况，而反对者则坚持认为，要认真对待，应该在“合理”的情况下显示核冬天的可能性。正如林恩·R·安斯波所阐明的，这些争论领域之一是应使用哪个季节作为美苏战争模型的背景的问题。大多数模型选择北半球的夏季作为起点，以产生最大的烟灰放样，从而最终产生冬季效果。然而，有人指出，如果相同数量的火灾暴风雨发生在秋季或冬季，此时阳光强度要小得多，无法将烟尘抛入平流层的稳定区域，冷却效应的大小可以忽略不计。根据Covey等人运行的一月份模型，施奈德在1990年承认了这个问题，并表示“深秋或冬季的战争不会产生明显的效果”。
安斯波还表示沮丧，尽管据说1985年8月3日加拿大发生的一场受管理的森林火灾是由核冬天的支持者点燃的，但这场火灾可能成为对烟雾和烟雾的光学特性进行一些基本测量的机会 燃料比，这将有助于完善这些关键模型输入的估计，但支持者没有表明进行了任何此类测量。彼得·V·霍布斯 后来成功获得资金，1991年科威特石油火灾并采集烟雾云样本，他也对未能获得资金以这种方式对加拿大和其他森林火灾进行取样表示失望。图尔科写了一份10页的备忘录，其中包含来自他的笔记和一些卫星图像的信息，声称烟雾羽流达到了6公里的高度。
1986年，劳伦斯利弗莫尔国家实验室的大气科学家乔伊斯·彭纳在《自然》杂志上发表了一篇文章，其中她重点研究了烟雾的光学特性和城市火灾后残留在空气中的烟雾量的具体变量。她发现，已发表的对这些变量的估计差异如此之大，以至于根据选择的估计，气候影响可能可以忽略不计、轻微或巨大。2006年最近的核冬天论文中假设的黑碳光学特性仍然“基于早期核冬天模拟中的假设”。
《自然》杂志的编辑约翰·马多克斯在其任职期间发表了一系列对核冬天研究持怀疑态度的评论。同样，弗雷德·辛格在杂志上以及与卡尔·萨根的电视辩论中长期直言不讳地批评这一假设。

### 对更现代的论文的批判性回应
在2011年对有关该假设的更现代论文的回应中，拉塞尔·塞茨在《自然》杂志上发表了一篇评论，挑战艾伦·罗伯克的说法，即关于“核冬天”概念没有真正的科学辩论。1986年，塞茨还声称，许多其他人不愿发声，因为担心被污蔑为“秘密的奇爱博士”。例如，普林斯顿大学的物理学家弗里曼·戴森表示：“这绝对是一项残暴的科学，但我对澄清公众记录感到非常绝望。”据《落基山新闻》报道，斯蒂芬·施奈德被一些裁军支持者称为法西斯分子麻省理工学院气象学家克里·伊曼纽尔在《自然》杂志的一篇评论中类似地写道，由于对核冬天的数量选择了不切实际的估计，冬天的概念“因缺乏科学完整性而臭名昭著”。燃料可能燃烧，使用的不精确的全球循环模型。伊曼纽尔最后指出，其他模型的证据表明雨水大量清除了烟雾。伊曼纽尔还提出了一个“有趣的观点”，当涉及到强烈的情感或政治问题时，质疑支持者的客观性。
William R. Cotton，科罗拉多州立大学大气科学教授，云物理建模专家，极具影响力的RAMS大气模型的共同创建者，曾在20世纪80年代研究烟灰雨模型并支持他自己和其他核冬天模型所做的预测。然而，根据他在2007年与人合着的一本书，他后来改变了这一立场，指出，除了其他系统检验的假设之外，将会发生比有关该主题的现代论文中假设的更多的降雨/烟尘湿沉积。“我们必须等待新一代GCM的实施，才能定量地检验潜在的后果”。他还透露，在他看来，“核冬天从一开始就很大程度上是出于政治动机”。

## 政策影响
古巴导弹危机期间，菲德尔·卡斯特罗和切·格瓦拉呼吁苏联在美国入侵古巴时首先对美国发动核打击。20世纪80年代，卡斯特罗向克里姆林宫施压，要求其对罗纳德·里根总统领导下的美国采取更强硬的路线，甚至主张可能使用核武器。1985年，一名苏联官员带着“专家”随行人员被派往古巴，详细介绍了美国核打击对古巴的生态影响。苏联官员回忆说，不久之后，卡斯特罗就失去了之前的“核热”。2010年，艾伦·罗伯克被召唤到古巴，帮助卡斯特罗宣传他的新观点，即核战争将带来世界末日。罗伯克的90分钟讲座随后在该国国家电视台播出。
然而，罗伯克认为，就引起美国政府关注并影响核政策而言，他是失败的。2009年，他与欧文·图恩一起在美国国会发表演讲，但没有任何进展，时任总统科学顾问约翰·霍尔德伦既没有在2009年回应他们的请求，也没有在 2011 年撰写本文时回应。

美国和苏联的核库存。试图让其他人相信核冬天模型结果的影响似乎并没有减少任何一个国家在20世纪80年代的核库存，只是苏联经济的衰退和1989年至1991年间国家的解体导致了这一结果。标志着冷战的结束，“军备竞赛”的缓和似乎已经产生了效果。百万吨级到兆瓦级发电计划的影响在20世纪90年代中期也可见一斑，延续了俄罗斯减排的趋势。还提供了仅关注百万吨级弹头数量的类似图表。此外，从1983年到冷战结束，美国和俄罗斯战略武器的部署总量稳步增加。

在2012年的《原子科学家公报》专题中，罗伯克和图恩经常将他们的裁军主张融入到他们的“核冬天”论文的结论中，在政治领域认为，核冬天的假设影响需要他们认为在俄罗斯和美国流行的学说“相互确保毁灭”（MAD）应该被他们自己的“自我保证毁灭”（SAD）概念所取代，因为，无论谁的城市被烧毁，他们认为，由此产生的核冬天的影响将是灾难性的。同样，1989年卡尔·萨根和理查德·图尔科在《Ambio》上发表了一篇政策影响论文，指出核冬天是一个“既定的前景”，两个超级大国应共同削减其核武库，以达到“规范威慑力” 每个弹头数量为100-300枚，这样“一旦发生核战争，这将最大限度地减少极端核冬天的可能性。”
1984年的一份最初机密的美国机构间情报评估指出，在之前的20世纪70年代和1980年代，苏联和美国军方已经遵循了弹头小型化、高精度和低当量核弹头的“现有趋势”。在评估美国军火库中数量最多的物理包时可以看到这一点，这些物理包在20世纪60年代是B28和W31，然而，随着50KtW68、100KtW76和1970年代的大规模生产，两者很快就变得不那么突出了。20世纪80年代B61。这种小型化趋势是由惯性制导和精确GPS导航等技术的进步所促成的，其推动因素有多种，即希望利用小型化所提供的等效兆吨级的物理特性；释放空间以在每枚导弹上安装更多多弹头和诱饵。 与此同时，我们仍希望摧毁顽固目标，但同时减少对邻国和潜在友好国家造成的附带损害的严重程度。由于与核冬天的可能性有关，潜在的热辐射引发火灾的范围已经随着小型化而减少。例如，最流行的核冬天论文，即1983年的《TTAPS》论文，描述了对洲际弹道导弹场地进行3000吨反作用力攻击，每个弹头具有大约1吨能量；然而发表后不久，密歇根州立大学的迈克尔·阿尔特菲尔德和宾夕法尼亚州立大学的政治学家斯蒂芬·辛巴拉认为，当时已经开发和部署的更小、更精确的弹头（例如 W76）以及更低的爆炸高度，可以产生相同的反作用力总共只消耗了3吨能量。他们继续说，如果核冬天模型被证明能够代表现实，那么即使目标清单中存在易发生火灾风暴的地区，气候变冷的情况也会少得多，因为地表爆发等较低的聚变高度也会限制核爆炸的范围。 由于地形遮蔽和建筑物投射的阴影而产生的燃烧热射线，同时与空爆引信（针对未硬化目标的标准使用模式）相比，还暂时产生更局部的辐射尘。

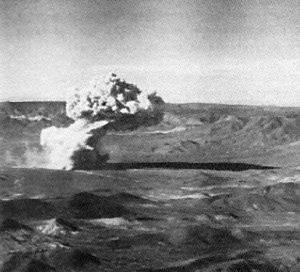
1951年行动中的射击叔叔的威力约为13至16Kt广岛炸弹的十分之一，并在地面以下5.2m处引爆。在这次浅埋测试中，没有向周围环境排放热能的热闪蒸。爆炸导致云层上升至3.5公里。由此产生的陨石坑宽260英尺（79m），深53英尺（16m）。威力与原子爆破弹药相似。阿尔特菲尔德和辛巴拉认为，对核冬天的真正信仰可能会导致各国建立更大的此类武器库。然而，尽管由于“拨号当量”技术的出现而变得复杂，但有关这些低当量核武器的数据表明，截至2012年，它们约占美国和俄罗斯武库的十分之一，以及自1970-1990年代以来，他们所占用的库存一直在减少，而不是增加。其中一个因素是，产生约千吨能量的非常薄的装置是核武器，其核材料的利用效率非常低，例如核材料两点内爆。因此，可以用相同质量的裂变材料来构建更具心理威慑力的更高效率/更高产量的装置。

这种逻辑同样反映在1984年最初机密的跨机构情报评估中，该评估表明，目标规划者只需考虑目标的可燃性以及产量、爆炸高度、时间和其他因素，以减少烟雾量，以防止潜在的爆炸。因此，由于试图通过减少地表和地下爆炸引信的热辐射范围来限制目标火灾危险，这将导致一种情况，即局部辐射更加集中，因此更加致命。
阿尔特菲尔德和辛巴拉还认为，与萨根和其他人的观点相反，对核冬天可能性的信念实际上会使核战争更有可能发生，因为这将进一步推动遵循现有趋势，朝着更准确、更准确的方向发展，甚至更低的爆炸当量正如冬季假说所表明的那样，用爆炸当量更接近战术核武器（例如鲁棒核钻地弹（RNEP））的武器取代当时冷战时期视为百万吨级当量的战略核武器，将能够防范 核冬天的潜力。具有影响力的核战争分析师阿尔伯特·沃尔施泰勒特别引用了当时的RNEP的后一种能力，很大程度上仍然是概念性的RNEP。战术核武器处于低端，其威力与大型常规武器重叠，因此通常被视为“模糊了常规武器和核武器之间的区别”，使得在冲突中使用它们的前景“更容易”。

### 涉嫌苏联剥削
2000年，米哈伊尔·戈尔巴乔夫接受采访时，提出了以下声明：“在20世纪80年代，您警告过核武器带来的前所未有的危险，并采取了非常大胆的步骤来扭转局势。军备竞赛”，戈尔巴乔夫回答道，“俄罗斯和美国科学家制作的模型表明，核战争将导致核冬天，对地球上的所有生命都具有极大的破坏性；这一知识对我们来说是一个巨大的刺激，有荣誉和道德的人，在这种情况下采取行动。”
然而，1984年的美国跨部门情报评估表达了更为怀疑和谨慎的态度，指出这一假设在科学上并不令人信服。该报告预测，苏联的核政策将是维持其战略核态势，例如部署高抛重SS18导弹，而他们只会试图利用这一假设进行宣传，例如引导对美国的审查核军备竞赛的一部分。此外，它还表达了这样的信念：如果苏联官员确实开始认真对待核冬天，他们可能会要求为这一假设提供异常高标准的科学证据，因为它的影响将破坏他们的军事学说——在一定程度上 科学证明如果没有现场实验也许无法得到满足。该文件未编辑的部分最后提出，苏联民防食品库存的大幅增加可能是核冬天开始影响苏联高层思维的早期迹象。
1985年《时代》杂志指出“一些西方科学家怀疑莫斯科提出核冬天假说，是为了给美国和欧洲的反核组织提供一些反对美国军备建设的新弹药。”1985年，美国州参议院开会讨论核冬天的科学和政治。在国会听证会上，颇具影响力的分析家莱昂·古雷提出了证据，表明苏联也许只是附和西方的报告，而不是得出独特的发现。古雷假设苏联对核战争的研究和讨论可能只服务于苏联的政治议程，而不是反映苏联领导层的实际意见。
1986年，国防核局文件《1984-1986 年苏联对核冬天的研究和利用的更新》列出了对核冬天现象的最小研究贡献以及苏联对核冬天现象的宣传用途。
对于苏联何时开始模拟火灾和核战争的大气影响存在一些疑问。前苏联情报官员谢尔盖·特列季亚科夫声称，在尤里·安德罗波夫的指示下，克格勃发明了“核冬天”的概念，以阻止北约部署潘兴II型导弹。据说，他们向和平组织、环境运动和《Ambio》杂志分发了虚假信息，该信息基于苏联科学院由格奥尔基·戈利岑、尼基塔·莫伊谢耶夫和弗拉基米尔·亚历山德罗夫撰写的关于核战争气候影响的虚假“世界末日报告”。尽管人们普遍认为苏联利用核冬天假说来达到宣传目的，特列季亚科夫固有地声称克格勃向 Ambio 输送虚假信息，克鲁岑和 John Birks 在该杂志上发表了1982年的论文《中午的暮光之城》， 截至2009年尚未得到证实。国家安全档案馆2009年的一次采访中，维塔利·尼古拉耶维奇·齐吉奇科（苏联科学院高级分析师、军事数学建模师）表示，苏联军事分析家比美国科学家早几年就开始讨论“核冬天”的想法，尽管 他们没有使用这个确切的术语。

## 缓解技术
人们提出了多种解决方案，以减轻核冬天不可避免的潜在危害。这个问题已经从两端受到攻击；一些解决方案侧重于防止火势蔓延，从而从一开始就限制到达平流层的烟雾量，另一些解决方案侧重于减少阳光照射下的粮食生产，并假设核冬天最坏情况的分析结果 模型被证明是准确的，并且没有采取其他缓解策略。

### 消防
在1967年的一份报告中，技术包括使用液氮、干冰和水来扑灭核引起的火灾的各种方法。该报告考虑尝试通过将可燃材料从某个区域炸出来建立防火带，甚至可能使用核武器，以及使用预防性减灾燃烧措施来阻止火势蔓延。根据该报告，所研究的最有前途的技术之一是通过大规模火灾雷云和其他云经过正在发展、然后稳定的火灾风暴的播种来引发降雨。

### 在没有阳光的情况下生产食物
在《无论如何都要养活每个人》一书中，作者在核冬天最坏的情况预测下，提出了各种非常规食物的可能性。其中包括消化天然气的细菌，最著名的是荚膜甲基球菌，目前被用作养鱼业的饲料；树皮面包，一种长期存在的饥荒食品，使用可食用的树皮内皮，以及部分 小冰河时期的斯堪的纳维亚历史；增加真菌培养或蘑菇，例如在没有阳光的潮湿木材上直接生长的蜂蜜真菌；以及木材或纤维素生物燃料生产的变化，通常已经从不可食用的纤维素中产生可食用的糖/木糖醇，作为最后步骤之前的中间产品酒精生成。该书的作者之一、机械工程师大卫·登肯伯格表示，理论上，蘑菇可以让每个人吃三年。海藻和蘑菇一样，也可以在弱光条件下生长。蒲公英和树针可以提供维生素C，细菌可以提供维生素E。土豆等更传统的寒冷气候作物可能会在赤道获得充足的阳光以保持可行。

### 大规模粮食储备
为了让部分文明度过核冬天，必须在核冬天之前储存大量食物。此类库存应放置在地下、海拔较高且靠近赤道的地方，以减轻高空紫外线和放射性同位素的影响。库存还应该放置在最有可能在最初的灾难中幸存下来的人群附近。 其中一个考虑因素是谁来赞助库存。“最有能力赞助库存的人（即灾难前的富人）和最有能力使用库存的人（灾难前的农村贫困人口）之间可能存在不匹配。”全球小麦年度最低储存量大约2个月。

## 气候工程
尽管名称为“核冬天”，但核事件并不是产生模拟气候效应所必需的。由于大气中二氧化碳含量加倍，全球变暖预计将导致地表变暖至少2℃，为了找到快速、廉价的解决方案，通过太阳辐射管理（气候工程的一种形式），核冬天效应被认为可能具有潜力。除了更常见的建议是将硫化合物注入平流层以模拟火山冬季的影响外，还建议注入其他化学物质，例如释放特定类型的烟灰颗粒以创造轻微的“核冬季”条件根据“核冬天”阈值计算机模型，如果将一到五兆克的风暴产生的烟尘注入低平流层，则可以通过反温室效应进行建模，以加热 平流层但冷却对流层低层并产生1.25°C的冷却效果，持续两到三年，10年后，全球平均气温仍将比注入烟灰之前低0.5°C。

## 潜在的气候先例

动画描绘了巨大的小行星与地球的撞击以及随后撞击坑的形成。 这颗与白垩纪-古近纪灭绝事件有关的小行星估计释放了100太吨TNT的能量。相当于100,000,000吨能源，大约是冷战时期美国和苏联最大核武库总和的10,000倍。据推测，这产生了足够的地面能量耦合，从而在对映点（世界的另一侧）引起了严重的地幔柱（火山活动）。

根据流星的大小，它要么在大气层高处燃烧，要么到达较低的高度并在空气爆炸中爆炸，类似于2013年车里雅宾斯克流星，其热效应与核爆炸类似。

历史上的超级火山爆发后，产生了与“核冬天”类似的气候影响，将硫酸盐气溶胶喷入平流层高处，被称为火山冬天。大气中烟雾的影响（短波吸收）有时被称为“反温室”效应，土卫六的朦胧大气就是一个强烈的类比。20世纪80年代末参与了土卫六气候模型的开发，同时进行了早期的核冬天研究。
同样，灭绝级别的彗星和小行星撞击也被认为是通过粉碎大量的细岩尘而产生了撞击冬季。 如果含硫酸盐的岩石在撞击中被击中并高高地抛向空中，这种粉状岩石还会产生“火山冬季”效应，和“核冬季”效应，较重的岩石喷射物的热量会点燃区域和区域。甚至可能发生全球森林大火。
这种全球性的“撞击风暴”假说最初得到了温迪·沃尔巴赫、H.杰·梅洛什和欧文·图恩的支持，该假说表明，由于大规模撞击事件，产生的沙粒大小的喷射物碎片可以迅速重新进入大气层，形成 空中高空覆盖着全球碎片的热毯，可能会使整个天空变得炽热几分钟到几小时，从而烧毁全球所有地上碳质材料，包括雨林。这一假设被认为是解释白垩纪-古近纪灭绝事件严重性的一种手段，因为导致灭绝的大约10公里宽的小行星对地球的撞击并不被认为具有足够的能量来导致最初的灭绝水平，仅影响能量释放。
然而，全球火灾风暴冬季近年来受到质疑，他们最初支持这种重新评估被贝尔彻称为“白垩纪-古近纪火风暴辩论”。
这些科学家在辩论中提出的问题是，如果重新进入的喷射物的数量完全覆盖了大气层，那么除了富含铱的细粒小行星尘埃层之外，沉积物中的烟灰含量较低，并且如果是这样的话 ，再入加热的持续时间和分布，无论是高热脉冲还是更长时间且因此更具燃烧性的“烤箱”加热，最后，“自屏蔽效应”有多少 黑暗飞行中的第一波现已冷却的流星有助于减少后来的流星波在地面上经历的总热量。
Owen Toon等人认为，部分原因是白垩纪时期是一个高大气氧时代，其浓度高于当今的水平。2013年，人们对该假设正在进行的重新评估持批评态度。
很难成功地确定当时存在的活植物和化石燃料在这一时期的地质沉积物记录中烟灰的百分比贡献，与流星撞击直接点燃的物质的比例大致相同。

## 外部鏈接
- 《冰與火——核冬天》，邁克爾·羅文—羅賓森。